# قاب نمونه‌برداری
در آمار، یک قاب نمونه‌برداری یا قاب نمونه‌گیری (به انگلیسی: Sampling frame)، ماده یا وسیله‌ای است که از آن نمونه گرفته می‌شود. این فهرستی از همهٔ افرادی است که در یک جمعیت می‌توانند نمونه‌گیری شوند و ممکن است شامل افراد، خانواده‌ها یا مؤسسه‌ها باشد.
مفهوم کمی کلی‌تر از قاب نمونه‌گیری شامل قاب‌های نمونه‌برداری مساحتی است که عناصر آن ماهیت جغرافیایی دارند. قاب‌های نمونه‌برداری مساحت می‌تواند برای مثال در آمار کشاورزی مفید باشد، زمانی که یک سرشماری کشاورزی مناسب و به روز در دسترس نیست. در بررسی‌های زیست‌محیطی، قاب‌های نمونه‌برداری مساحت ممکن است تنها گزینه باشد.

## کیفیت قاب‌های نمونه‌برداری
یک قاب نمونه‌برداری ایده‌آل دارای ویژگی‌های زیر خواهد بود:
- همه واحدها یک شناسه منطقی و عددی دارند.
- همه واحدها را می‌توان یافت- اطلاعات تماس، مکان نقشه یا دیگر اطلاعات مرتبط آنها موجود است.
- قاب به شیوه‌ای منطقی و منظم سازماندهی شده است.
- قاب دارای اطلاعات اضافی در مورد واحدهایی است که امکان استفاده از قاب‌های نمونه‌گیری پیشرفته‌تر را فراهم می‌کند.
- هر عنصر از جمعیت مورد علاقه در قاب وجود دارد.
- هر عنصر جمعیت فقط یک بار در قاب حضور دارد.
- هیچ عنصری از خارج از جمعیت مورد علاقه در قاب وجود ندارد.
- داده‌ها «به‌روز» هستند.[۲]